# Lista de membros do Pearl Jam
Esta é a lista de membros do Pearl Jam, uma banda de rock norte-americana, formada em Seattle, Washington, em 1990. A encarnação original da banda incluiu o baixista Jeff Ament, os guitarristas Stone Gossard e Mike McCready, o vocalista Eddie Vedder e o baterista Dave Krusen. Foi essa a formação que gravou o primeiro álbum de estúdio da banda, Ten. As únicas alterações ocorridas na formação do Pearl Jam foram na bateria, iniciando-se três meses após o lançamento de Ten, em Maio de 1991, quando Krusen deixou a banda.
Krusen foi substituído por Matt Chamberlain e, após tocar em alguns shows — incluindo o do videoclipe de "Alive" — Chamberlain deixou o Pearl Jam para se juntar à banda do Saturday Night Live. O próprio Chamberlain sugeriu, em seu lugar, Dave Abbruzzese, que se juntou ao Pearl Jam e tocou durante o resto da turnê de suporte à Ten. Com ele, a banda gravou Vs., lançado em 1993, e Vitalogy, lançado em 1994; todavia, embora Abbruzzese tenha participado de 13 das 14 faixas de Vitalogy, foi demitido em Agosto de 1994, quatro meses antes do lançamento do álbum. A banda citou diferenças políticas entre Abbruzzese e os demais membros; por exemplo, ele fora contra o boicote à Ticketmaster. Ele foi substituído por Jack Irons, um amigo próximo de Vedder e antigo baterista do Red Hot Chili Peppers.
A primeira gravação de Irons com a banda foi "Hey Foxymophandlemama, That's Me", última faixa de Vitalogy. Ele tocou bateria em Mirror Ball e Merkin Ball, colaborações da banda com o canadense Neil Young, ambas lançadas em 1995, além dos álbuns de estúdio No Code, de 1996, e Yield, de 1998. No mesmo ano, à época da turnê de suporte à Yield, Irons deixou a banda, alegando insatisfação com as turnês. Quem assumiu em seu lugar foi o baterista do Soundgarden, Matt Cameron — e ainda que, inicialmente, sua escolha tivesse sido temporária, ele logo se tornou membro oficial da banda. Com Cameron, o Pearl Jam lançou os álbuns de estúdio Binaural, em 2000, Riot Act, em 2002, Pearl Jam, em 2006, e Backspacer, em 2009.  Em 2002, a banda integrou o organista Boom Gaspar como membro adicional; Gaspar apareceu nos álbuns Riot Act e Pearl Jam, em adição à sua participação nas turnês da banda.

## Membros atuais
Eddie Vedder
Atividade: 1990 — presente
Instrumento: vocal; guitarra base
Lançamentos com a banda: todos os lançamentos do Pearl Jam
Vedder foi membro da banda original, formada em 1990.
Mike McCready
Atividade: 1990 — presente
Instrumento: guitarra solo
Lançamentos com a banda: todos os lançamentos do Pearl Jam
McCready foi membro da banda original, formada em 1990.
Stone Gossard
Atividade: 1990 — presente
Instrumento: guitarra base e solo
Lançamentos com a banda: todos os lançamentos do Pearl Jam
Gossard foi membro da banda original, formada em 1990.
Jeff Ament
Atividade: 1990 — presente
Instrumento: baixo
Lançamentos com a banda: todos os lançamentos do Pearl Jam
Ament foi membro da banda original, formada em 1990.
Matt Cameron
Atividade: 1998 — presente
Instrumento: bateria
Lançamentos com a banda: todos os lançamentos do Pearl Jam a partir de Live on Two Legs (1998)
Cameron havia trabalhado com membros da banda no projeto Temple of the Dog, concebido por Chris Cornell, do Soundgarden, como um tributo à Andrew Wood do Mother Love Bone, além de ter auxiliado na gravação de alguns demos instrumentais no começo de 1990. Um ano após a dissolução do Soundgarden, ele se uniu ao Pearl Jam, substituindo Jack Irons, após a turnê australiana da banda em 1998, e antes do início da turnê de verão na América do Norte.

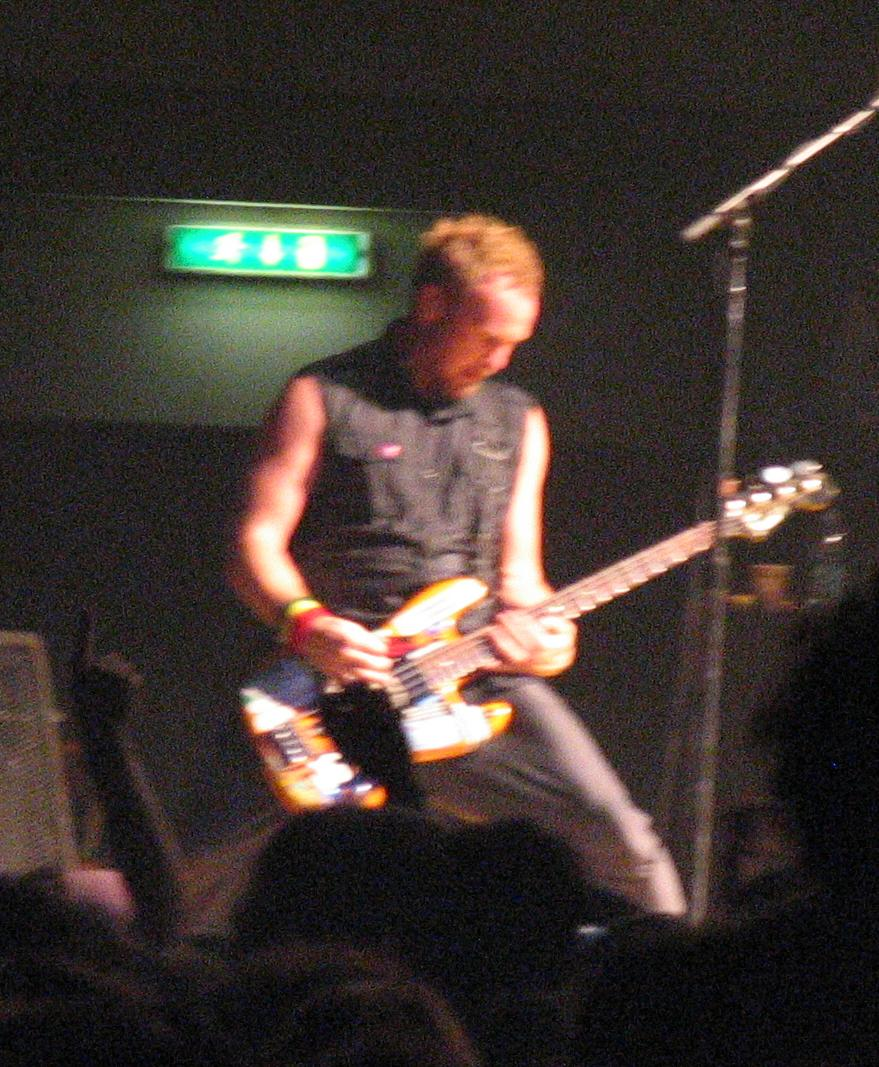
O baixista Jeff Ament em Bologna, Itália, em 2006.
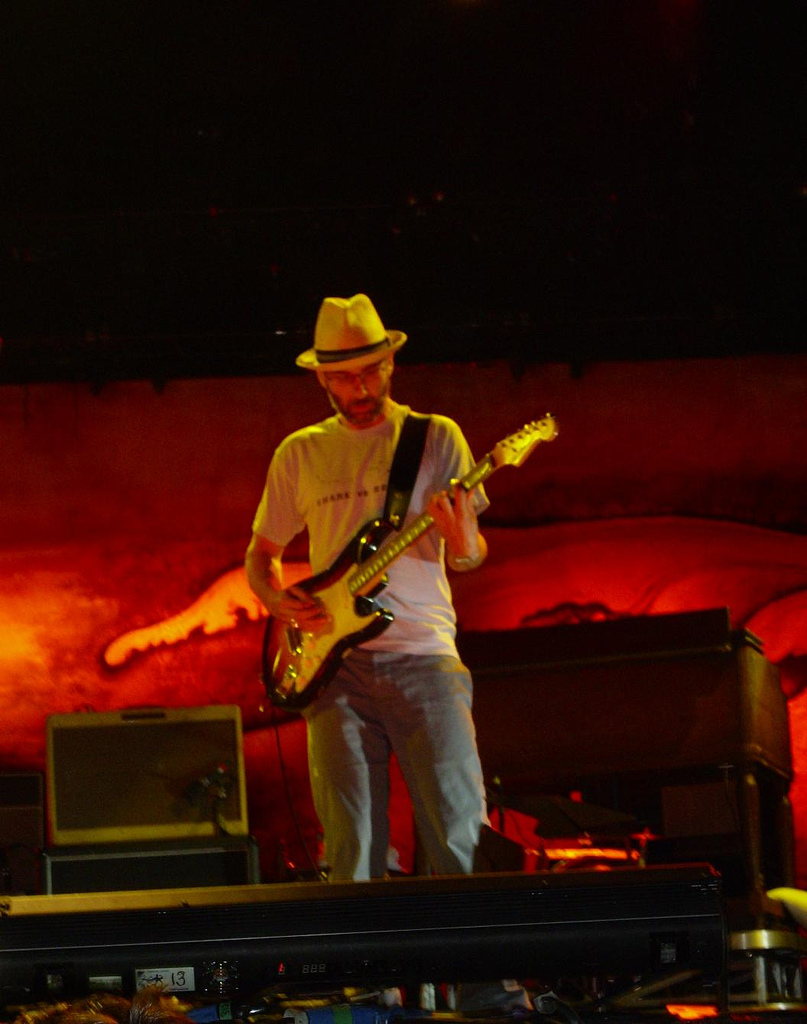
O guitarrista Stone Gossard em Madrid, Espanha, em 2007.
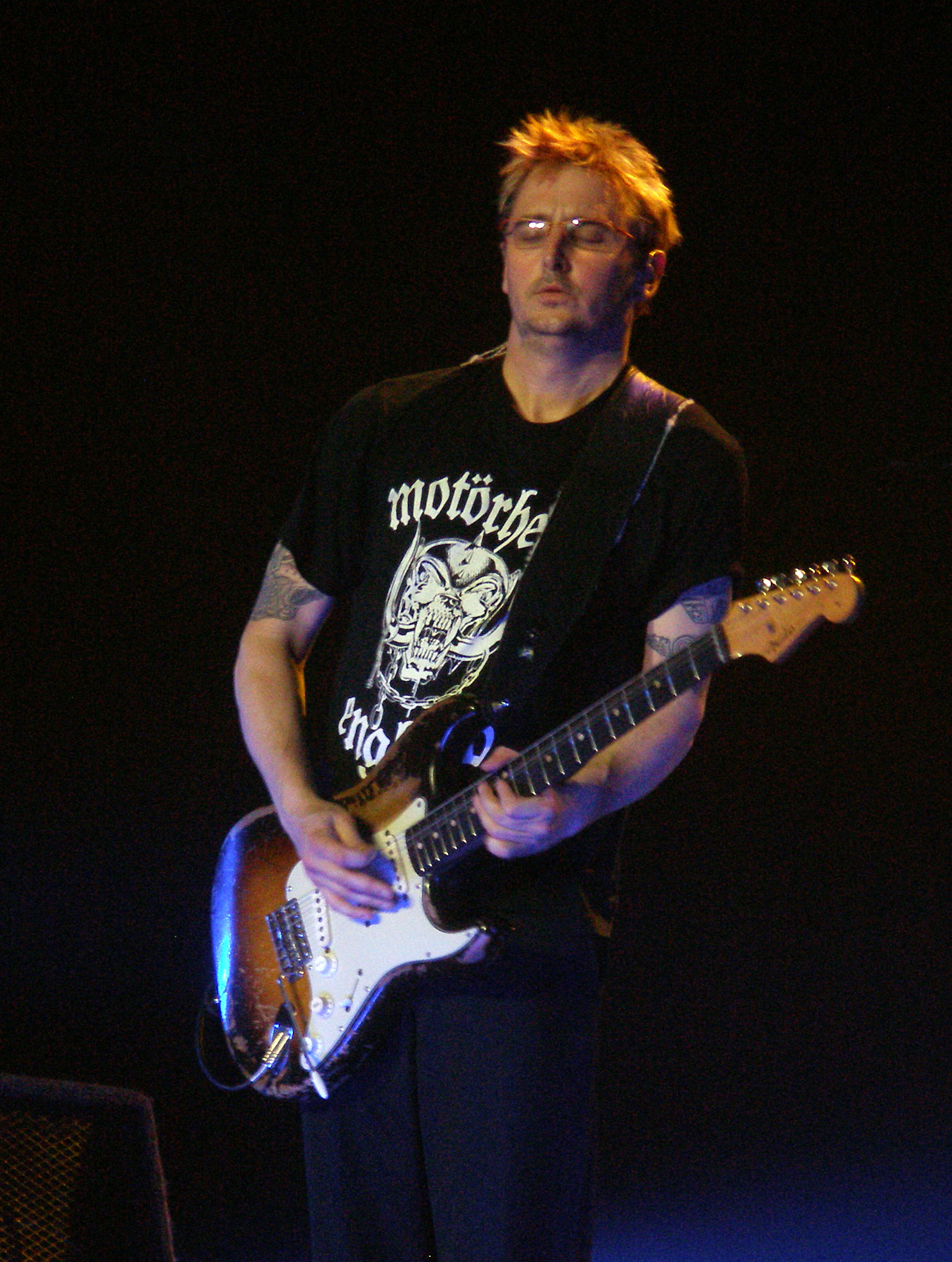
O guitarrista Mike McCready em Albany, Nova York, em 2006.
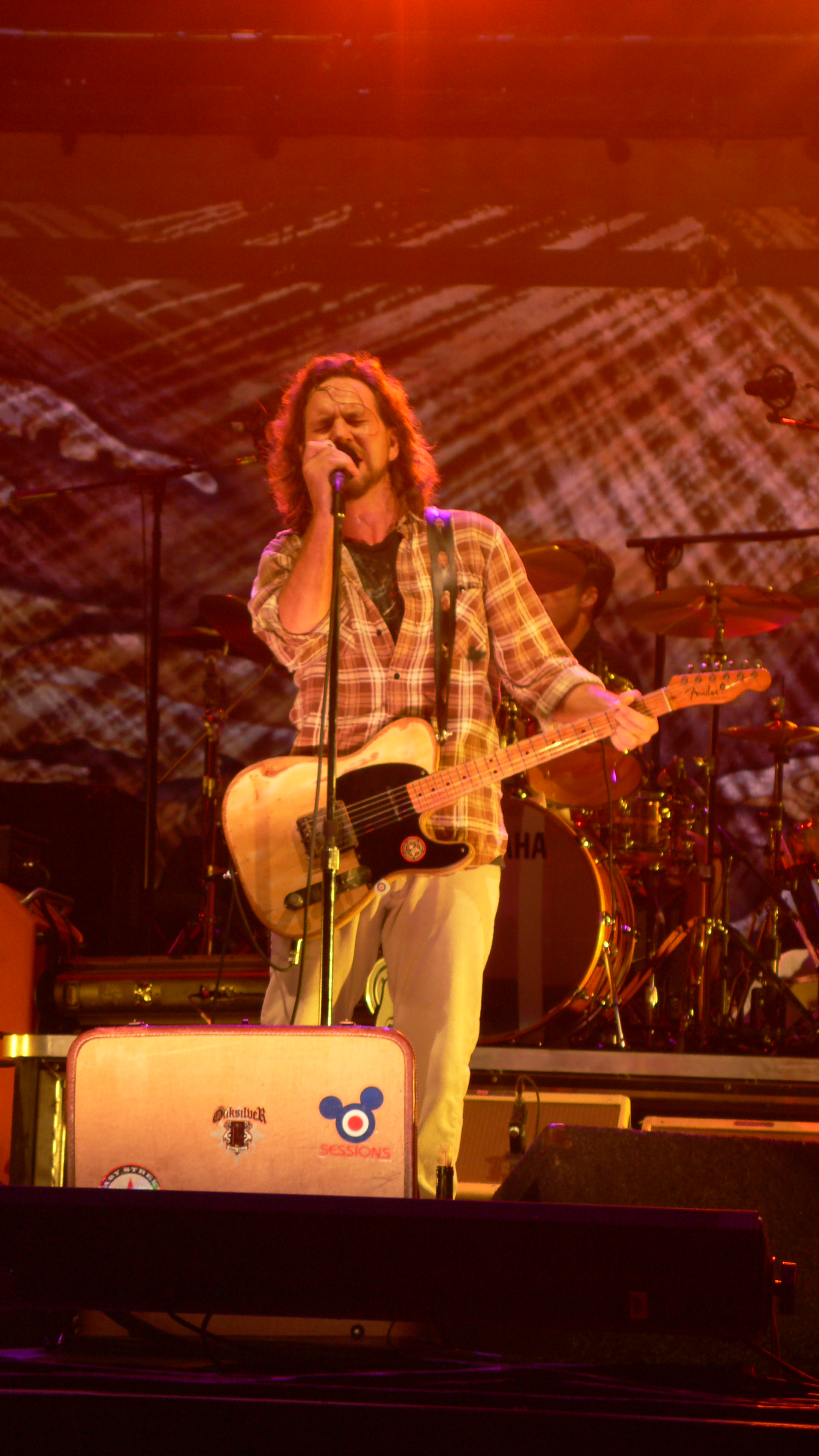
O vocalista Eddie Vedder em Virginia Beach, Virginia, em 2008.
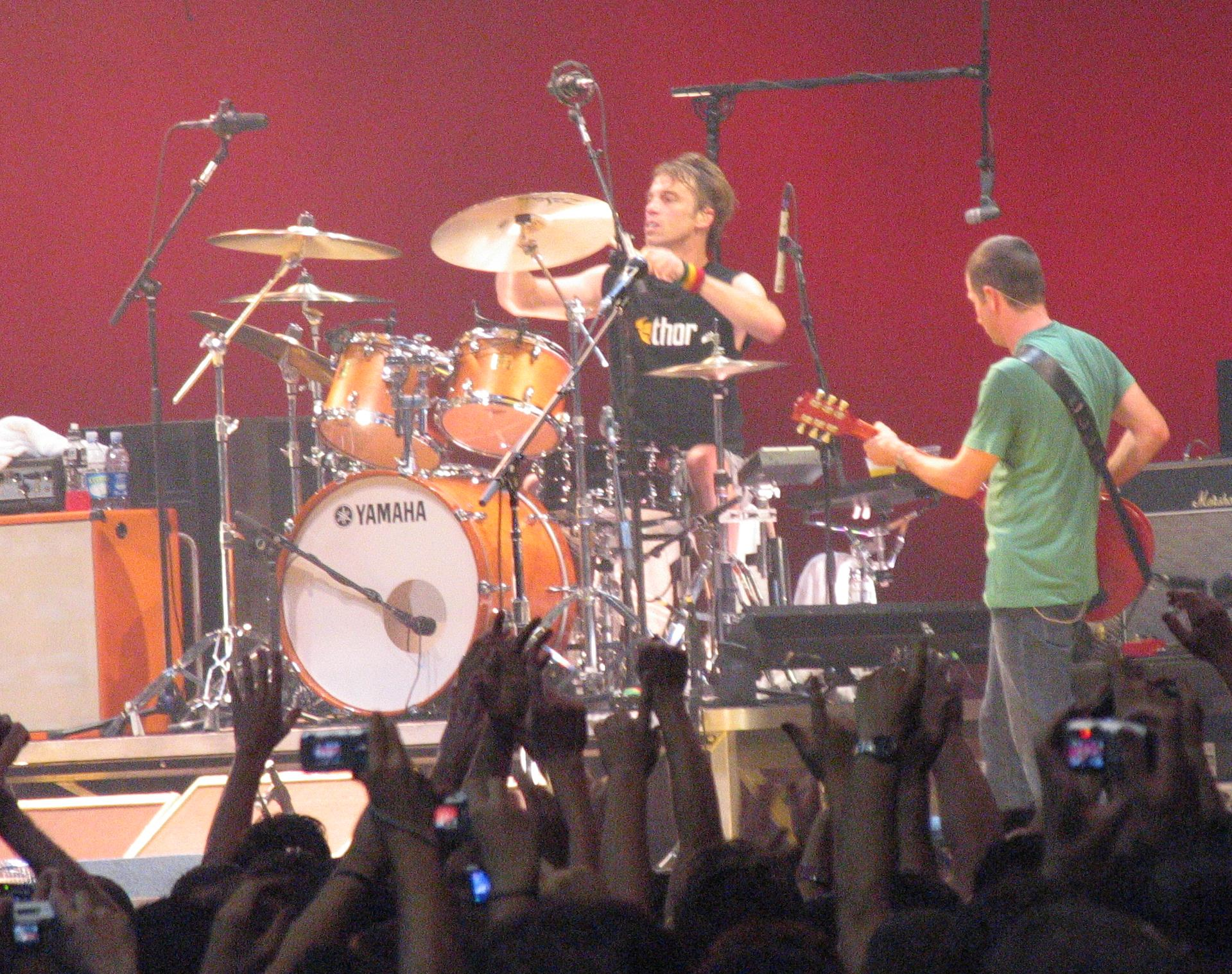
O baterista Matt Cameron em Bologna, Itália, em 2006.

## Membros adicionais

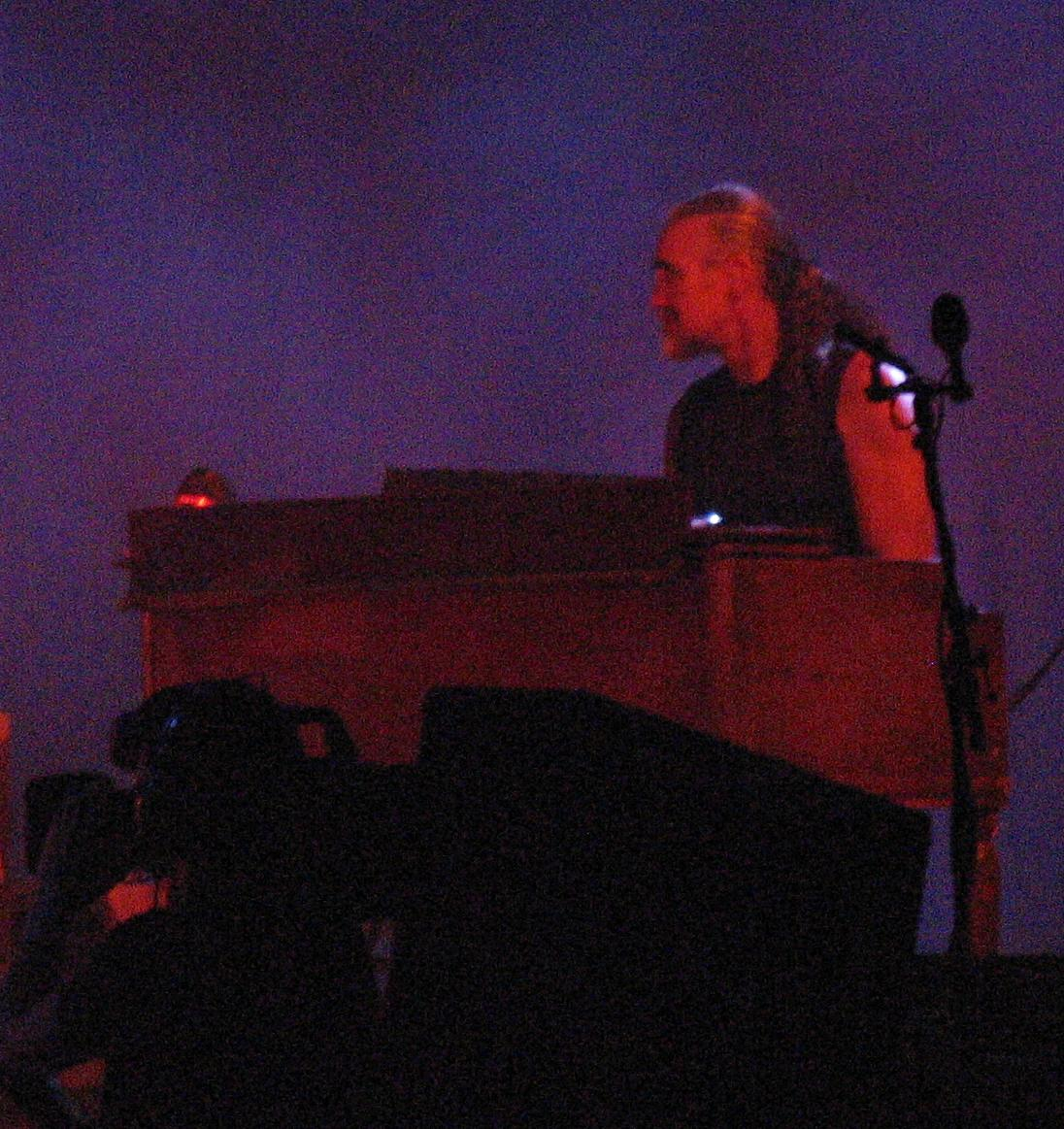
Boom Gaspar em Bologna, Itália, em 2006.

Há um músico empregado na banda que se apresenta nas turnês e contribui com gravações de estúdio, embora não seja considerado um membro oficial da banda:
Boom Gaspar
Atividade: 2002 — presente
Instrumento: órgão, piano, teclado
Lançamentos com a banda: Riot Act (2002), Pearl Jam (2006)
Gaspar conheceu Vedder quando ele estava no Havaí, sendo apresentado ao vocalista através de C. J. Ramone. Ele detém um crédito de composição na música "Love Boat Captain", de Riot Act.

## Ex-membros
Dave Krusen
Atividade: 1990 — 1991
Instrumento: bateria
Lançamentos com a banda: Ten (1991)
Krusen foi membro da formação original, de 1990, juntando-se à banda após uma audição; ele deixou a banda após o término das sessões de gravação de Ten, colocando-se na reabilitação.
Matt Chamberlain
Atividade: 1991
Instrumento: bateria
Lançamentos com a banda: uma canção, Alive (ao vivo), da versão britânica e alemã de Ten (1991)
Chamberlain foi o baterista do Pearl Jam por um curto período de tempo. Ele assumiu a vaga deixada por Dave Krusen e excursionou com a banda no verão de 1991, antes do lançamento de Ten. Chamberlain deixou o grupo após esta turnê e o lançamento do vídeo de "Alive", em 3 de Agosto de 1991, para se unir à banda do Saturday Night Live.
Dave Abbruzzese
Atividade: 1991 — 1994
Instrumento: bateria
Lançamentos com a banda: Vs. (1993), Vitalogy (1994)
Abbruzzese juntou-se à banda através de uma indicação de Chamberlain; os dois se conheciam da cena musical texana. Meses após a banda ter encerrado as sessões inicias de gravação de Vitalogy, ele foi demitido, devido a conflitos pessoais com os demais membros da banda.
Jack Irons
Atividade: 1994 — 1998
Instrumento: bateria
Lançamentos com a banda: Vitalogy (1994), Merkin Ball (1995), No Code (1996) e Yield (1998)
Irons tornou-se o baterista oficial da banda em 1994, após a demissão de Dave Abbruzzese. Em 1998, às vésperas da turnê de suporte à Yield, ele saiu da banda, alegando insatisfação com as turnês.